# Megasema semiconfluens
Megasema semiconfluens là một loài bướm đêm trong họ Noctuidae.